# Codex préhispanique

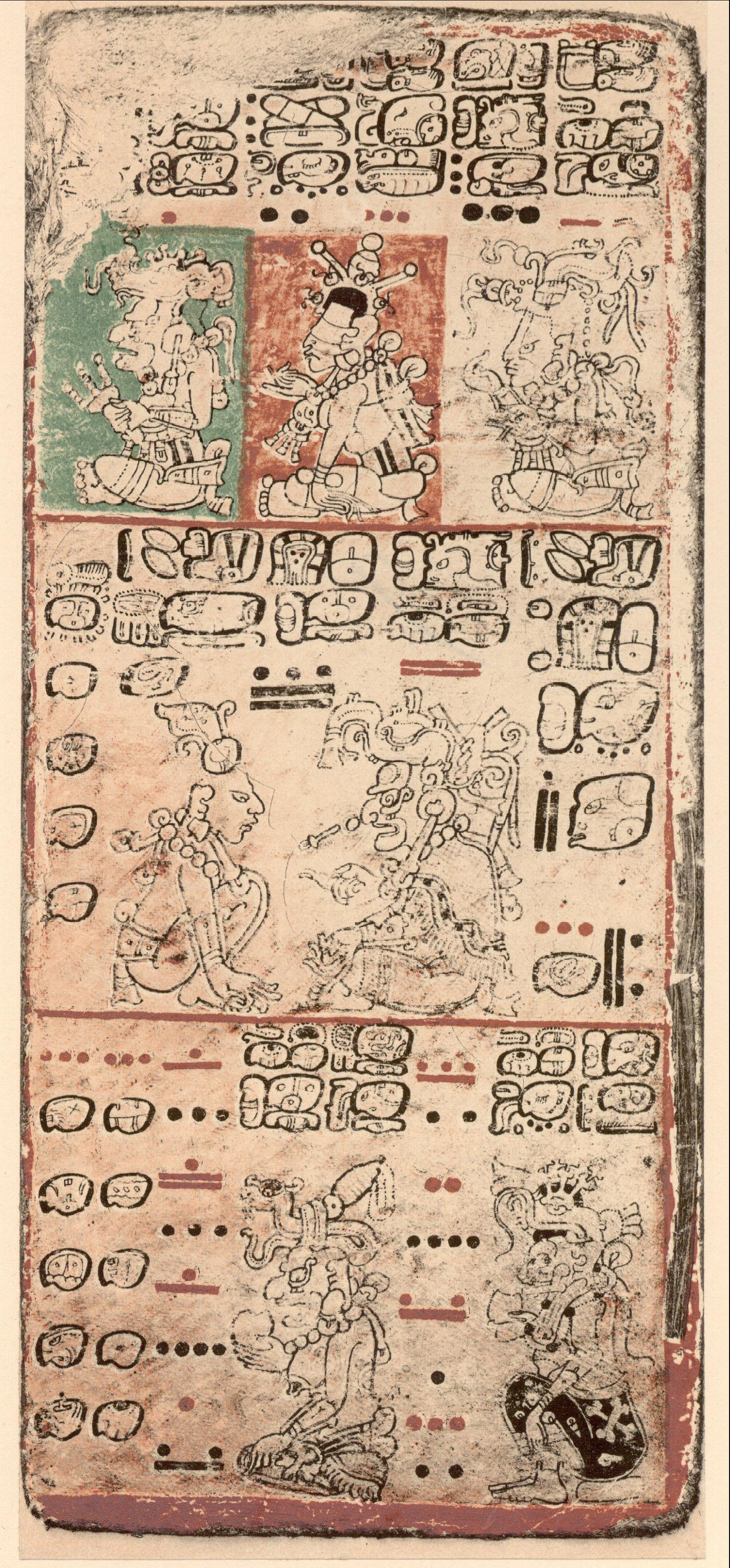
Page 9 du Codex de Dresde, un des 4 codex mayas connus.

Un codex préhispanique est un codex mésoaméricain élaboré avant la colonisation espagnole des Amériques et donc dénué de toute influence européenne, contrairement aux codex coloniaux. Les codex préhispaniques sont également appelés codex précortésiens, c'est-à-dire antérieur à la conquête de l'Empire aztèque par Hernán Cortés, en opposition aux codex postcortésiens.